# Karel Sabina

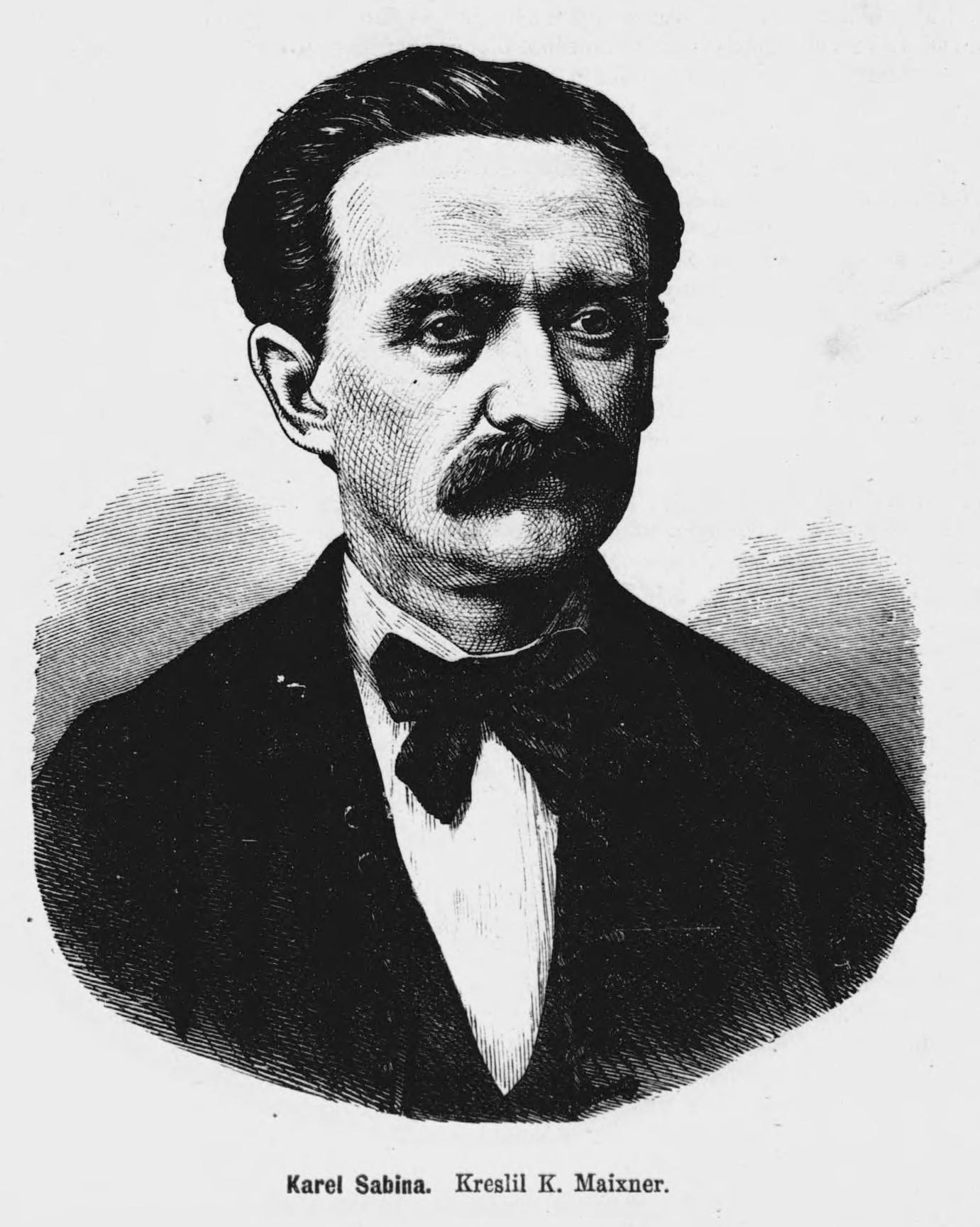
Karel Sabina.

Karel Sabina, född 29 december 1813, död 8 november 1877, var en tjeckisk författare och journalist.
Sabina växte upp i fattigdom som utomäktenskaplig son till dottern till direktören för en sockerfabrik, i en murares och en tvätterskas familj. Han hävdade att han var oäkta son till en polsk adelsman. Han studerade filosofi och juridik vid universitet, men tog inte examen. 1848 blev han en av ledarna för de tjeckiska radikala demokraterna, grundaren till en hemlig radikal politisk krets, "Upphävande", vars namn var inspirerat av revolutionärerna på Irland, och ledamot av Nationalkommittén och den tjeckiska kongressen. Han skrev artiklar (varav flera censurerades) i många tidningar under denna period.
1849 arresterades Sabina för inblandning i "majkuppen", ett planerat uppror inspirerat av Michail Bakunin som då fanns i Prag, och dömdes 1851 till döden tillsammans med 24 andra män. Deras straff förmildrades av kejsaren till 18 års fängelse i Olomouc. Sabina släpptes 1857, efter kejsarens allmänna amnesti den 8 maj. Han återvände till Prag och levde som frilansskribent.
1870 publicerade tidningen Vaterland ett brev som indirekt sade att Sabina var polisinformatör. Sabina vann en rättegång mot tidningen, men 1872 fann en jury bestående av åtta bemärkta tjecker, däribland Jan Neruda och Vítězslav Hálek, i en inofficiell rättegång honom skyldig till att vara uppgiftslämnare. Då han inte kunde hitta exil utomlands, tvingades bo gömd i Prag. Han dementerade anklagelserna, men nu togs det för bevisat att han verkligen varit polisagent sedan 1859. Anledningen är inte helt klarlagd; det var förmodligen en kombination av besvikelse efter det misslyckade revolutionen och hans oerhörda fattigdom. Han blev utstött – hans böcker såldes inte längre. På affischer skrevs bara hans initialer ut, och han riskerade handgripliga angrepp när visade sig på gatorna. Emellertid fortsatte han att skriva under pseudonym, av vilka några är okända idag, vilket gör att en fullständig bibliografi saknas. Sabina dog i fattigdom och förakt 1877. Dödsorsaken uppgavs vara "utmattning".